# Leslie Richard Groves
Pour les articles homonymes, voir Groves.
Leslie Richard Groves est un général de l'armée de terre américaine, né le 17 août 1896 à Albany (État de New York) et mort le 13 juillet 1970 à Washington DC.
Il fut notamment le directeur du projet pour développer la première arme atomique de l'histoire : le projet Manhattan.

## Biographie
Leslie Groves sort de l'Académie militaire de West Point en 1918, dans le corps du génie, et suit ensuite la formation spécifique à ce corps à Camp Humphreys, Virginie de 1918 à 1921. Il épouse Grace Hulbert Wilson en 1922. Il devient capitaine en 1934, puis commandant en 1940 et supervise plusieurs projets y compris la construction du Pentagone. En 1941, il est promu colonel.
En septembre 1942, il est nommé brigadier général (général « une étoile ») à titre temporaire et directeur du projet top secret de la mise au point de la bombe atomique, projet dont il choisit le nom : Manhattan. Il aurait néanmoins préféré être affecté sur les théâtres d'opérations militaires.

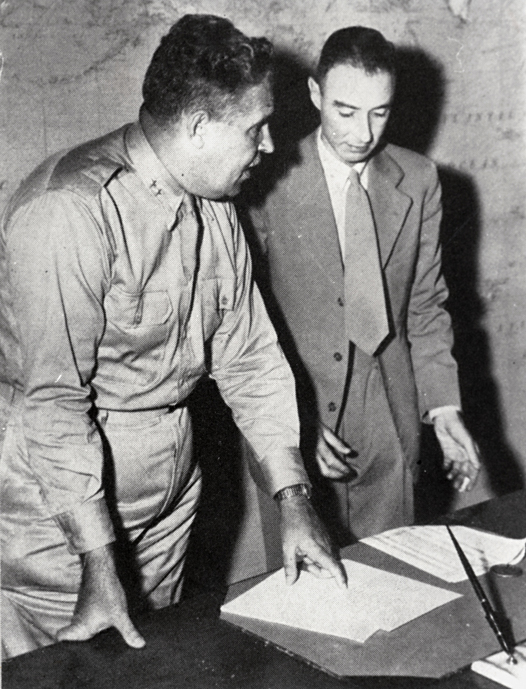
Groves et Oppenheimer vers 1944, probablement à Los Alamos.

Il a la charge de trouver un directeur scientifique pour son projet et porte son choix sur Robert Oppenheimer, physicien de renom et professeur d'université, alors en poste au Caltech et à Berkeley. Il fait face aux services secrets qui ont une opinion défavorable d'Oppenheimer.
Il confirme ensuite le choix effectué par Oppenheimer pour l'implantation du site centre de recherche principal à Los Alamos au Nouveau-Mexique.

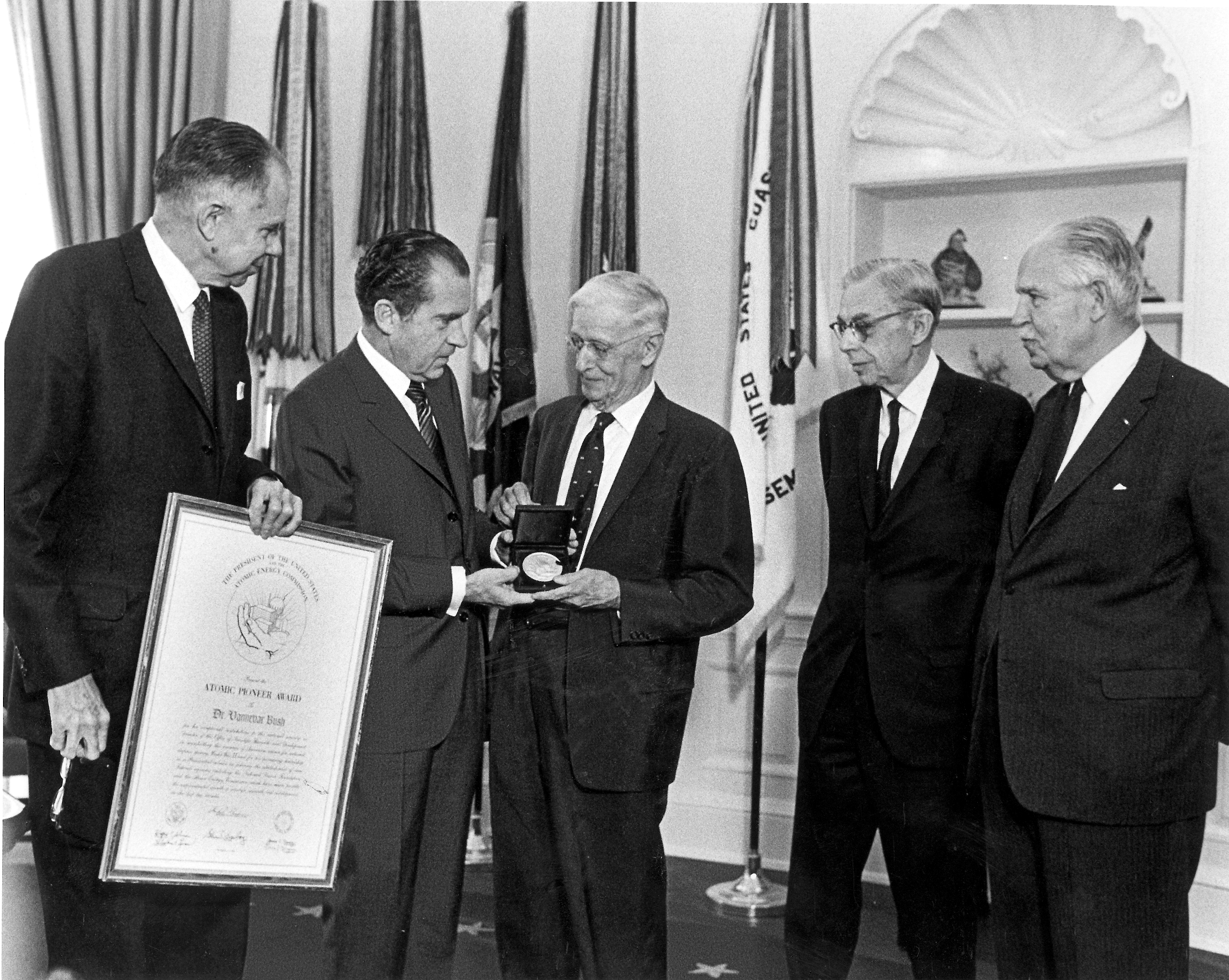
En novembre 1969 à la Maison-Blanche pour la remise du prix des Pionniers de l'atome (« The Atomic Pioneers Award »), de g. à d., Glenn Seaborg, le président Richard Nixon, Vannevar Bush, James Conant et Leslie Groves.

Après la Seconde Guerre mondiale, le physicien Isidor Isaac Rabi commenta en ces termes la nomination par Groves de Robert Oppenheimer à la tête du laboratoire de Los Alamos : « ... fut un vrai coup de génie de la part du général Groves, qui n'était généralement pas considéré comme un génie ,. »
Groves fut promu major général (deux étoiles) à titre temporaire en 1944, puis lieutenant général (trois étoiles) en 1948 juste avant son départ en retraite.
Après avoir quitté l'armée, il fut l'un des vice-présidents de Sperry Rand, société d'électronique notamment.

## Dans la culture
Dans Les Maîtres de l'ombre, film de Roland Joffé sorti en 1989 qui raconte l'histoire du projet Manhattan, son rôle est tenu par Paul Newman.
Il apparaît aussi dans les tomes 32 et 33 de Jour J, une série de bande dessinée d'uchronie commencée en 2010.
Il apparait de nombreuses fois dans la bande dessinée La Bombe, parue en 2020.
Dans L'hiver du monde, deuxième tome de la trilogie Le siècle, de Ken Follett, il intervient avec une personnalité plutôt caricaturale.
Dans Oppenheimer, film de Christopher Nolan sorti en 2023, son personnage est interprété par Matt Damon.

### Citations originales
1. ↑  (en) « was a real stroke of genius on the part of General Groves, who was not generally considered to be a genius »